# El Portezuelo, Ameca
El Portezuelo är en ort i Mexiko.   Den ligger i kommunen Ameca och delstaten Jalisco, i den centrala delen av landet, 500 km väster om huvudstaden Mexico City. El Portezuelo ligger 1 388 meter över havet och antalet invånare är 649.
Terrängen runt El Portezuelo är varierad, och sluttar söderut. Runt El Portezuelo är det ganska tätbefolkat, med 70 invånare per kvadratkilometer. Närmaste större samhälle är Ameca, 5,9 km söder om El Portezuelo. Trakten runt El Portezuelo består till största delen av jordbruksmark.